# Hsziao Kuo-tong
Hsziao Kuo-tong (Xiao Guodong) (egyszerűsített kínai: 肖国栋; hagyományos kínai: 肖國棟, pinjin átírásban: Xiāo Guódòng; Jucsong, 1989. február 10. –) kínai sznúkerjátékos, a 2007-es Asian Under-21 Championship megnyerése óta profi.

## Karrierje

### 2007-2010
Szabadkártyásként tűnt fel először a 2007-es China Openen, ahol legyőzte a világranglista 50. Tom Fordot 5–3-ra. De ezután az első körben Matthew Stevenstől kikapott 5–0-ra.
Az első pontszerző tornáján, a 2007-es Grand Prix-n 4.-ként végzett a selejtezős csoportjában, 7-ből 3 nyert meccsel. A 2007-es Northern Ireland Trophy-n legyőzte Leo Fernandezt 5–1-re, Jimmy Whitet 5–0-ra, mielőtt kikapott David Gilberttől 5–2-re.
Elvesztette az első meccsét a 2007-es UK Championship-en Kurt Maflin ellen, csakúgy mint a 2008-as China Open-en szintén Maflin ellen. A Welsh Openen veszített honfitársa, Liu Szung ellen 5-2-re.
Viszont a 2008-as világbajnokság selejtezőiben legyőzte Munraj Pal-t, hogy játszhasson David Roe-val, ahol 10-5-re vesztett.
Megnyerte a Paul Hunter English Open-t 2008-ban.
A 2009-es China Openen legyőzte Michael Holtot 5-3-ra a szabadkártyás körben. Ezután az első körben legyőzte honfitársát, Ding Junhui-t, és ezzel élete addigi messze legnagyobb meccsét játszhatta Ronnie O’Sullivan ellen. Ott azonban 1-3-ra vesztésre állt a szünetben, de egy sznúkeres hátrányból feljőve, megnyerte az 5. framet, ezzel 3-2-re feljött Ronnie-ra. A következő framet elvesztette, de a 7., utolsó feketén eldőlő framet ő nyerte meg, ezzel 4-3 volt az állás Ronnienak. De minden hiába, a következő frameben Ronnie egy 96-os brékkel lezárta a meccset.
2009. júl. 9-én, a World Snooker honlapján beszavazták a 2009-2010-es szezonban az öt legjobban látni akart ember közé.

### 2011/2012
Hsziaonak (Xiaonak) jó szezonja volt a Players Tour Championshipben a 2011/2012-es szezonban. Az 1. és a 6. versenyben a negyeddöntőkig, míg a 2. versenyen egészen az elődöntőkig menetelt, ahol Ding állította meg. Ezek az eredmények elérhetővé tették számára, hogy részt vegyen a Nagydöntőben, 18.-ként végezve a kiemelési listán. Ott orvosai tanácsa ellenére is játszott, ugyanis 3 héttel előtte eltörte a kezét, miközben aludt rajta. Ennek ellenére  azonban legyőzte Dominic Dalet 4-2-re. Ezek után az akkori UK címvédő Judd Trump következett, akit pedig 4–2-vel győzött le. Ezzel elérte élete első negyeddöntőjét, ahol kikapott Andrew Higginsontól 4-1-re.
Hsziao (Xiao) nem tudott selejtezni egyik másik pontszerző versenyre, pedig a UK Championshipen az utolsó körig is eljutott, de ott kikapott Tom Fordtól. 41.-ként végzett a ranglistán, ami azt jelenti, hogy 23 helyet lépett előre a szezon alatt.

### 2012/2013
Hsziao (Xiao) selejtezett a 2012-es Australian Goldfields Openre, valamint a 2013-as German Mastersre, de mindkettőn kikapott az első körben Barry Hawkinstól, illetve Kurt Maflintól. Részt vett az újonnan indult Asian Players Tour Championship mindhárom versenyén, ahol a 2. versenyen az elődöntőkig jutott legyőzve Barry Hawkinst és Marco Fut. Ám ott kikapott 4-2-re Stephen Leetől. Ezek az eredmények segítettek neki, hogy az ázsiai kiemelési listán 8.-ként végezzen, így részt vehetett a nagydöntőben. Ott elérte a negyeddöntőket a második egymást követő évben ,legyőzvén Graeme Dottt és Alfie Burbent, mielőtt kikapott 4-1-re Neil Robertsontól. Hsziao (Xiao) szezonja azzal ért véget, hogy a világbajnokság selejtezőinek 3. körében kikapott 10-4-re Jimmy Whittól. Így 37.-ként zárta a szezont, ez volt addigi legmagasabb helyezése.

### 2013/2014
A  szezonbeli első meccsén Andrew Normant győzte le 5-3-ra, hogy selejtezzen a Wuxi Classic-ra, ahol aztán legyőzte Peter Ebdont 5-3-ra és Li Hangt 5-4-re. A legjobb tizenhat között azonban John Higginsszel találkozott, aki 5-0-ra legyőzte. Hsziao (Xiao) az Australian Openen sem tudott framet nyerni, ugyanis Joe Perry 5-0-ra legyőzte az első körben. 3 selejtezőmérkőzést nyert, hogy ott legyen a Shanghai Mastersen, és ott a szabadkártyás körben legyőzte Yuan Siyunt 5-0-ra. Ezután legyőzte a rossz formát kifogó Stephen Maguiret 5-2-re. Aztán folytatta a menetelését, amikor legyőzte Peter Linest és Mark Davist (utóbbit 4-2-es hátrányból 5-4-re, és ezt saját nyilatkozata alapján Terry Griffithsszel való gyakorlásának köszönhette). Az elődöntőkben a szintén első elődöntőjét játszó Mikchael Holttal találkozott, és 3-3-ról 2 százas breakot lökve 6-3-ra legyőzte. A döntőben azonban Ding Junhui legyőzte 10-6-ra, ám a 2.-nak járó 35.000£ az addigi legnagyobb kapott pénzdíj volt, valamint a legjobb 32 közé is beverekedte magát. Az International Championshipen Marco Fu verte meg 6-4-re a 2. körben. Azonban a UK Championshipen a 3. körig jutott, ahol Judd Trump verte meg 6-2-re, úgy, hogy a 2 frameben amit megnyert 2 százast lökött Hsziao (Xiao).

## Karrierje versenyei
| Wuxi Classic               | nem rendeztek | nem rendeztek | nem rendeztek | nem rendeztek | nem rendeztek | nem rendeztek | nem rendeztek | SK            | 3.            |
| Australian Goldfields Open | nem rendeztek | nem rendeztek | nem rendeztek | nem rendeztek | nem rendeztek | nem rendeztek | SK            | 1.            | 1.            |
| Shanghai Masters           | nem rendeztek | nem rendeztek | 1.            | SzK           | SK            | SK            | SK            | SK            | D             |
| International Championship | nem rendeztek | nem rendeztek | nem rendeztek | nem rendeztek | nem rendeztek | nem rendeztek | nem rendeztek | SK            | 2.            |
| World Open                 | NI            | NI            | SK            | NI            | SK            | SK            | SK            | SK            |               |
| UK Championship            | NI            | NI            | SK            | NI            | SK            | SK            | SK            | SK            | 3.            |
| Welsh Open                 | NI            | NI            | SK            | NI            | SK            | SK            | SK            | SK            |               |
| China Open                 | SzK           | 1.            | SK            | 2.            | SK            | SK            | SK            | SK            |               |
| German Masters             | nem rendeztek | nem rendeztek | nem rendeztek | nem rendeztek | nem rendeztek | SK            | SK            | 1.            | ND            |
| PTC nagydöntő              | nem rendeztek | nem rendeztek | nem rendeztek | nem rendeztek | nem rendeztek | NI            | ND            | ND            |               |
| Snooker Világbajnokság     | NI            | NI            | SK            | NI            | SK            | SK            | SK            | SK            |               |
| Indian Open                | nem rendeztek | nem rendeztek | nem rendeztek | nem rendeztek | nem rendeztek | nem rendeztek | nem rendeztek | nem rendeztek | SK            |
| Nem ranglista versenyek    |               |               |               |               |               |               |               |               |               |
| The Masters                | NI            | NI            | SK            | NI            | NI            | NI            | NI            | NI            | NI            |
| Champion of Champions      | nem rendeztek | nem rendeztek | nem rendeztek | nem rendeztek | nem rendeztek | nem rendeztek | nem rendeztek | nem rendeztek | NI            |
| Wuxi Classic               | nem rendeztek | nem rendeztek | nem rendeztek | NI            | NI            | 1.            | NI            | nem rendeztek | nem rendeztek |

| Rövidítések jelentései | Rövidítések jelentései                             | Rövidítések jelentései | Rövidítések jelentései                                                           |
| ---------------------- | -------------------------------------------------- | ---------------------- | -------------------------------------------------------------------------------- |
| NR                     | az adott évben nem rendezték meg a versenyt        | NI                     | nem vett részt a versenyen                                                       |
| Kiz.                   | kizárták a versenyről                              | x.                     | hányadik körben esett ki a versenyen (CsK = csoportkör, SzK = szabadkártyás kör) |
| SK                     | nem jutott a főtáblára, a selejtezők során kiesett | x.                     | hányadik körben esett ki a versenyen (CsK = csoportkör, SzK = szabadkártyás kör) |
| ND                     | a negyeddöntőig jutott                             | ED                     | az elődöntőig jutott                                                             |
| D                      | a döntőig jutott, második helyen végzett           | Gy                     | megnyerte a versenyt                                                             |

## Fordítás
Ez a szócikk részben vagy egészben  a   Xiao Guodong című angol nyelvű Wikipédia-szócikk fordításán alapul.  Az eredeti cikk szerkesztőit annak laptörténete sorolja fel. Ez a jelzés csupán a megfogalmazás eredetét és a szerzői jogokat jelzi, nem szolgál a cikkben szereplő információk forrásmegjelöléseként.